# Alena Vávrová
Alena Vávrová (* 24. února 1952 Dolní Žandov) je česká spisovatelka, zejména poezie. Je dlouholetá organizátorka literárního života v západních Čechách.

## Život a dílo
Alena Vávrová žije, pracuje a tvoří ve Františkových Lázních. Vystudovala na Pedagogické fakultě Univerzity Karlovy v Praze obor český jazyk – výtvarná výchova (Mgr.).[zdroj?]
Po účasti ve sborníku Klíčení (1985) vydalo Západočeské nakladatelství v Plzni její knižní prvotinu Druhotina (1986), následovala kniha básní Nahatma vydaná nakladatelstvím Československý spisovatel (1989); autorka za ni získala Cenu Pražské imaginace z Nadace Bohumila Hrabala.{{zdroj?} Ozvou na tento úspěch i na přátelství s B. Hrabalem je sbírka Soukromá Hrabaliana (1998). Ocenil ji Václav Havel, Josef Škvorecký a Zdena Salivarová.[zdroj?]
Podílela se na sbornících Milostné mosty (1992) a Krajina v nás (1993), vydanými plzeňským Střediskem západočeských spisovatelů. Západočeským lázním se věnuje básnická sbírka Mé a Františkovy aneb Z jiného světa (1993).
Dále pak Vávrová vydala ručně šitou bibliofílii Marcikáj aneb Čajovou báseň (1999), kterou do své antologie o čaji PIJU ČAJ, převzal básník Ludvík Kundera (Atlantis 2003 Brno). Oddíl básní Carmina Burana, který autorka publikovala v almanachu ADIEU 2000, je částí obsáhlejší (dosud) rukopisné sbírky Poetické teroristické komando. 
Vydala knihu pro rodiče s dětmi Rodinné balení /all inclusiv (2001). Ve stejném roce vyšla kniha básní věnovanou vínu s předmluvou a kolážemi Miroslava Horníčka – Modrý pierot aneb Poháry plné cherubínů (2001). Následovaly troje básnické miniatury, Záložky, které si 2x sama ilustrovala. Dále pak rozsáhlejší kniha Síť plná rybářů, kniha plná smutku a desiluze (2006). Po ní přišla s knihou básní Café Illusion a Žena nesmí maso tygra (2012). Za posledně jmenovanou sbírku byla oceněna poněkud recesní MOBELOVO cenou. Mnohé její verše byly přeloženy do různých evropských jazyků , dokonce do čínštiny a zněly i arabsky. Na vydání ve francouzštině čeká[kdy?] její sbírka veršů o víně Modrý pierot. Vávrová také získala cenu PLŽe (Plzeňský literární život) v roce 2011.
Její verše zněly v rozhlase, televizi a v divadle.[zdroj?]
Za sbírku básní Harlekýn na římse byla poctěna Cenou Bohumila Polana (2014).
Alena Vávrová v roce 2015 obnovila Literární Františkovy Lázně, které od roku 2016 do roku 2019 spoluorganizovala jako česko-německý literární festival.[zdroj?]
Autorka je aktivní členkou Střediska západočeských spisovatelů v Plzni, rovněž v PEN klubu Praha.